# Fairey Hendon
 (juin 2025).
Si vous disposez d'ouvrages ou d'articles de référence ou si vous connaissez des sites web de qualité traitant du thème abordé ici, merci de compléter l'article en donnant les références utiles à sa vérifiabilité et en les liant à la section « Notes et références ».

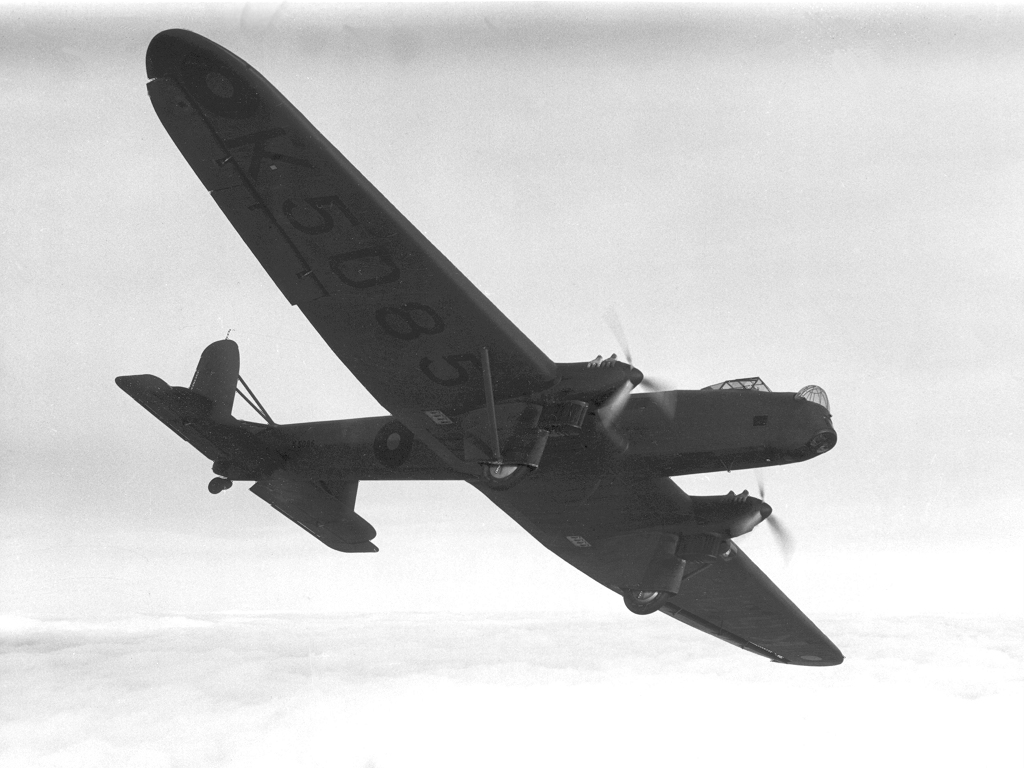
Fairey Hendon

Le Fairey Hendon est le premier bombardier entièrement métallique mis en service en 1934 et qui servira jusqu'en janvier 1939 dans la Royal Air Force.
Ce bombardier est fabriqué par la société Fairey, et n'a servi que dans un seul escadron de la RAF.

## Caractéristiques
C'est un bombardier lourd monoplan bimoteur.